# Talkboy

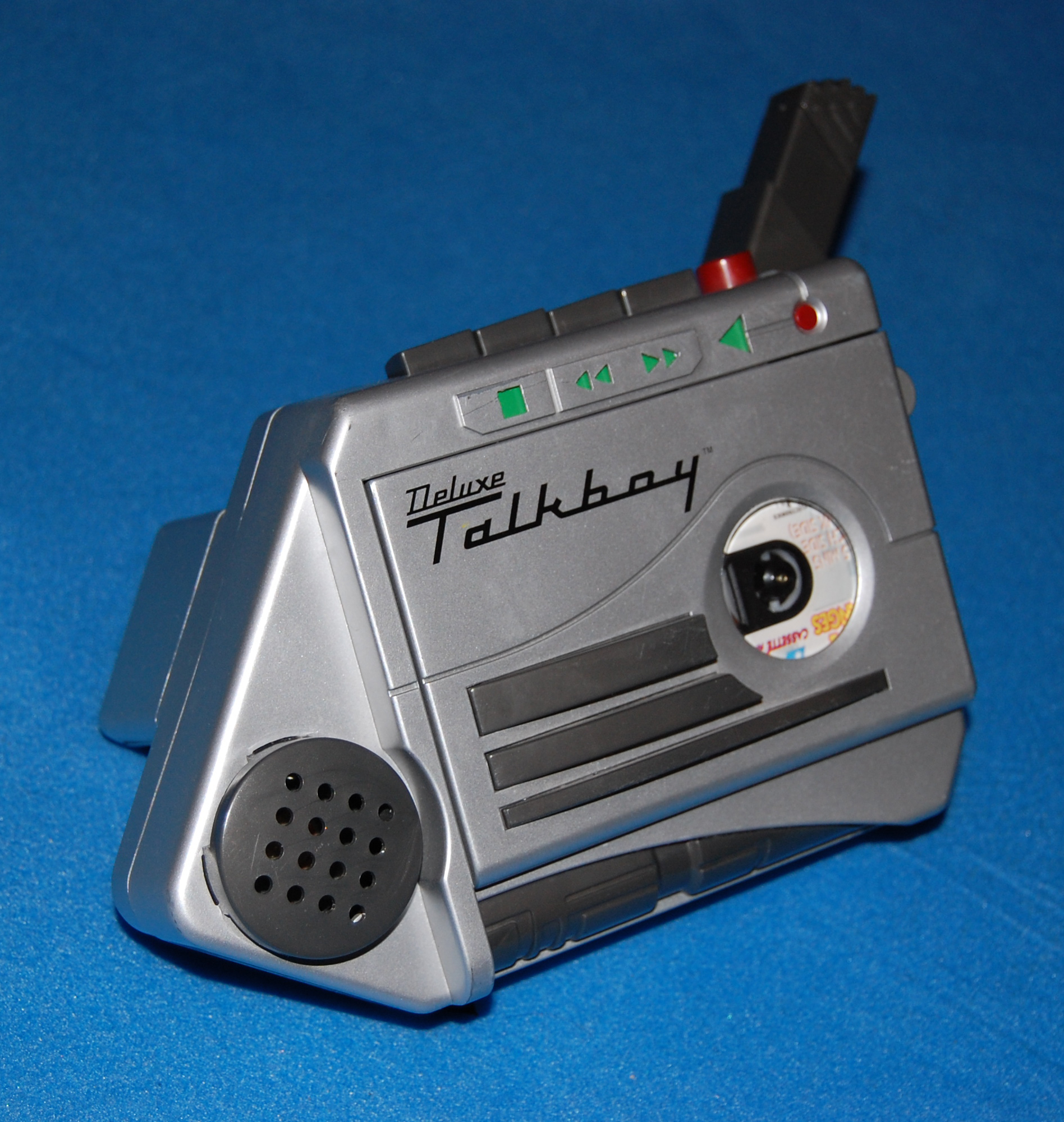
Un Talkboy

Le Talkboy était un lecteur/enregistreur de cassette audio produit par la société Tiger Corporation au début des années 1990.
À l'origine, il s'agissait d'un accessoire créé pour le film Maman, j'ai encore raté l'avion !.
Comme la plupart des produits de cette marque, il était destiné aux enfants ou adolescents.